# Гі Улленс
Барон Гі Франсуа Едуар Марі Улленс де Схотен Веттналл (нід. Guy François Edouard Marie Ullens de Schooten Whettnall; 31 січня 1935 — 19 квітня 2025) — бельгійський колекціонер мистецтва, філантроп і бізнесмен.
Після завершення своєї бізнес-кар'єри разом зі своєю дружиною Міріам Улленс заснував Фонд Гі та Міріам Улленсів. Знаний завдяки Центру сучасного мистецтва Улленса в Пекіні, КНР, та як засновник Школи Улленса в Лалітпурі, Непал.

## Ранні роки
Народився в Сан-Франциско, Каліфорнія, і став третьою дитиною в сім'ї барона Жана Марі Жозефа Анни Матильди Альфонса Улленса де Схутена Веттналла (1897—1950), бельгійського дипломата, який походить з привілейованого нідерландського роду Улленс. Його мама, баронеса Марія Тереза Полін Франсіс Улленс де Схутен Веттналл (до шлюбу Віттук) (1905—1989), займалася етнофотографією, писала та була членкою Королівського географічного товариства. Вона походила з бельгійської дворянської родини Віттук і народилася у винокурного та цукрового магната Фелікса Віттука, який разом зі своїми братами Францом Віттуком і Полом Віттуком володіли цукровим заводом у Тінені.
Невдовзі після народження Гі сім'я переїхала до Осло, Норвегія, де Жан Улленс обійняв дипломатичну посаду виконувача обов'язків міністра Бельгії. Протягом Другої світової війни сім'я змушена була залишатися у Берліні, а пізніше жила в Індії, Пакистані й Ірані.

## Освіта та кар'єра
1958 року здобув ступінь бакалавра права у Левенському католицькому університеті, а 1960 року здобув ступінь магістра ділового адміністрування в Стенфордському університеті. Він заснував Eurocan у Мехелені компанію, яка спеціалізувалася на виробництві металевої упаковки для консервованих харчових продуктів і напоїв.
1973 року приєднався до керівництва сімейної компанії RT Holding, конгломерату харчової промисловості, та, як генеральний директор, відіграв центральну роль в експансії компанії в Азію. 1989 року цукровий завод Tirlemontoise продали німецькій компанії Südzucker за 1 мільярд євро. Кошти від продажу реінвестували у підприємства харчової промисловості через холдингову компанію Artal Group, президентом і генеральним директором якої був Улленс. 1999 року, після зміни стратегії, Artal увійшла в текстильну промисловість, придбавши французьку компанію Albert, та взяла під контроль Weight Watchers International у вересні 1999 року, здійснивши фінансований викуп у Heinz 94 % акцій Weight Watchers за 735 мільйонів доларів США. Згодом Artal Group заробила 3,8 мільярда доларів США, продавши акції, зберігши при цьому 52 % контрольний пакет акцій Weight Watchers. 2012 року Улленс розповів «Форбс», що початкові прямі інвестиції у розмірі 224 мільйонів доларів США у Weight Watchers повернули Artal Group 5,2 мільярда доларів США.

## Благодійні проєкти
2000 року Улленс залишив бізнес, щоб присвятити себе благодійним проєктам разом зі своєю дружиною Міріам Улленс. 2002 року вони заснували Фонд Гі та Міріам Улленсів. Однією з перших цілей фонду — спонсорування та організація виставок китайського мистецтва, а також надання творів мистецтва музеям і культурним центрам у всьому світу. Улленси допомагали дітям у Непалі, створивши дитячі будинки та два центри інтенсивної терапії для дітей з недоїданням. Заснували школу у Катманду, співпрацюючи з Педагогічним коледжем Банк-стріт для навчання непальських вчителів. Це єдина школа в Непалі, сертифікована IB. Коли 2003 року Міріам Улленс діагностували рак, Гі Улленс взяв на себе розробку проєкту в Непалі.

## Колекція мистецтва
На початку 1980-х років Улленс започаткував колекцію китайського мистецтва, яка є однією з найбільших у світі та до 2007 року налічувала майже 1700 творів. Колекцією керує Фонд Гі та Міріам Улленсів.
2007 року Фонд заснував Центр сучасного мистецтва Улленсів у районі Дашанзі в Пекіні. Щоб заснувати центр, Улленс продав свою колекцію акварелей Вільяма Тернера за 10,76 мільйона фунтів стерлінгів на аукціоні Sotheby's у Лондоні у липні 2007 року.
На аукціоні Sotheby's у Гонконзі у квітні 2011 року, на якому ексклюзивно представлялись 106 робіт з колекції Улленсів, триптих Чжан Сяогана 1988 року «Вічна любов», на якому зображені напівоголені фігури у посушливому ландшафті, сповненому містичних символів, проданий у Гонконзі за 79 мільйонів гонконзьких доларів (10,1 мільйона доларів США), що стало рекордною аукціонною ціною для сучасного твору мистецтва з Китаю.
У жовтні 2013 року на аукціоні Sotheby's у Гонконзі, присвяченому 40-річчю Asian Contemporary, компанія Ullens виставила на продаж політично-реалістичну роботу Чень Іфея «Червоний прапор 1» (1971) та «Таємну вечерю» (2001) сучасного китайського художника Цзен Фаньчжі. «Таємну вечерю» продали за 23,3 мільйона доларів США, встановивши новий рекорд для сучасного азійського мистецтва.
2016 року Улленс оголосив, що планує передати Центр сучасного мистецтва Улленсів та продати свою колекцію творів мистецтва на аукціоні.
11 лютого 2017 року Центр сучасного мистецтва Улленса отримав нагороду Global Fine Art Awards 2016 року за найкращу сучасну/повоєнну/сольну роботу художника «Раушенберг у Китаї».

## Особисте життя та смерть
1955 року одружився з Мішелін Франкс (1932—2015), з якою розлучився 1999 року. У них було четверо дітей: троє синів Філіп, Ів, Ніколя та дочка Бріжит. 1999 року одружився з Міріам «Мімі» Лешієн (1952—2023), бельгійською підприємницею. З моменту її смерті від вогнепальної зброї 2023 року син, Ніколас, перебуває під слідством за умисне вбивство.
Улленс був яхтсменом і володів 51,77-метровим алюмінієвим шлюпом Red Dragon II з флайбриджем, дизайн інтер'єру якого розробив французький архітектор Жан-Мішель Вільмотт. Шлюп побудований компанією Alloy Yachts у Новій Зеландії 2007 року та введений в експлуатацію 2008 року, 2015 року яхту виставляли на продаж за 28 мільйонів доларів США.
Улленс жив у Верб'є на південному заході Швейцарії, у кантоні Вале, де був членом фонду фестивалю Верб'є, і, за даними «Het Laatste Nieuws», його статки 2012 року оцінювалися у 250—330 мільйонів євро.
Помер у 90 років 19 квітня 2025 року.

## Відзнаки
4 червня 2003 року став офіцером Ордена Почесного легіону, а 1 лютого 2010 року — командором. 5 жовтня 2011 року став командиром Ордена Леопольда II.